# Épila
Épila – gmina w Hiszpanii, w prowincji Saragossa, w Aragonii, o powierzchni 194,32 km². W 2011 roku gmina liczyła 4746 mieszkańców.